# Ranulf II. Akvitanski
Ranulf II. Akvitanski (francosko Ramnulf II de Poitiers) je bil od leta 866 grof Poitiersa in od leta 887 vojvoda Akvitanije, * 850,  † 5. avgust 890. 
Ob smrti kralja Karla Debelega leta 888 se je razglasil za kralja Akvitanije in to ostal do leta 889 ali do svoje smrti, potem pa je naziv prenehal veljati. 
Ranulf je bil sin Ranulfa I. in Adeltrude Mainske. Poročen je bil z Ermengardo (umrla 935), s katero je imel sina Ranulfa III., naslednika v Poitiersu. Njegov nezakonski sin Ebal ga je nasledil v Akvitaniji  in po smrti Ranulfa III. tudi v Poitiersu. 
Ranulfa so za kralja verjetno izbrali akvitanski plemiči, saj so  francoskega kralja Oda sprejeli za svojega šele leta 892, dve leti po Ranulfovi smrti. Annales Fuldenses omenjajo, da je prevzel skrbništvo nad Karlom, mladim sinom Ludvika Jecljavega, in zato Oda zagotovo ni priznal za kralja. V Annales Vedastini piše, da je leta 889 
Post nativitatem vero Domini cum paucis Francis Aquitaniam perrexit, ut eos sibi sociaret. Quo audito, Ramnulfus, dux maximae partis Aquitaniae, cum sibi faventibus venit ad eum, adducens secum Karolum puerum, filium Hludowici regis; et iuravit illi quae digna fuerunt, simul et de ipso puerulo. . . Aquitanos itaque rex ex parte receptos, festinavit propter Nortmannos redire in Franciam.
Po božiču [888], [Odo] z nekaj Franki odšel v Akvitanijo, da bi bil sprejet [za kralja]. Ko je to izvedel, je k njemu prišel Ranulf, vojvoda večjega dela Akvitanije, s svojimi privrženci in s seboj pripeljal otroka Karla, sina kralja Ludvika, in prisegel je tistemu, ki je tega vreden [tj. Odu], tako kot fantu ... Kralj je torej, potem ko je delno sprejel Akvitance, pohitel z vrnitvijo v Francijo zaradi Severnjakov.
Ranulf je približno v tem času ustanovil vikontstvo Thouars kot del obsežnega gibanja ustvarjanja vikontov s pooblastili nad regionalnimi trdnjavami, da bi se borili proti Vikingom.